# سعید بن رحمه
سعید بن رحمه (انگلیسی: Saïd Benrahma؛ زادهٔ ۱۰ اوت ۱۹۹۵) بازیکن فوتبال اهل الجزایر است.
از باشگاه‌هایی که در آن بازی کرده‌است می‌توان به باشگاه فوتبال آنژه و باشگاه فوتبال نیس اشاره کرد.
وی همچنین در تیم ملی فوتبال الجزایر بازی کرده‌است.